# Élie Bouhéreau
Élie Bouhéreau, né le 5 mai 1643 à La Rochelle et mort en mai 1719, est un médecin, secrétaire et bibliothécaire huguenot français réfugié en Irlande. Il est le premier bibliothécaire de la bibliothèque Marsh à Dublin.

## Biographie
Élie Bouhéreau naît à La Rochelle, fils d'Élie Bouhéreau, pasteur d'abord à Fontenay, puis à La Rochelle, et de Blandine Richard, originaire de Saint-Martin-de-Ré. Le nom de son arrière-grand-père, Pierre Bouhéreau, figure sur la première liste des membres du consistoire de La Rochelle en 1561. Quant à la famille de sa mère, elle possède des marais salants sur l'île de Ré. Élie fait ses études à l'Académie de Saumur, où il a comme professeurs le théologien Moïse Amyraut, le classiciste Tanneguy Le Fèvre et le bibliste Louis Cappel. Il étudie la rhétorique, les lettres classiques, la philosophie, la logique et la théologie. Il quitte Saumur le 16 juillet 1662. Il est alors proposant en théologie et se prépare au ministère pastoral. Il fait un séjour à Paris, résidant dans l'ancienne rue de la Boucherie. 
Après ce premier séjour à Paris, il abandonne ce projet et retourne à La Rochelle, en 1664. En 1667, il voyage durant cinq mois, séjournant à Orange où il obtient un diplôme de médecin en août 1667, peut-être sans avoir fait d'études de médecine, ou bien les a-t-il faites ultérieurement, puis il voyage avec son cousin Élie Richard, en Italie, visitant Venise et Rome. Il fait un deuxième séjour à Paris, durant deux mois. 
Il se marie le 4 novembre 1668 avec une cousine, Marguerite Massiot.
Il s'installe à La Rochelle comme médecin en 1677 et exerce ce métier jusqu'en 1683, date à laquelle les protestants sont interdits d'exercice professionnel de la médecine. Élie Bouhéreau se renseigne dès cette date sur les possibilités de quitter la France avec sa famille et de préserver sa bibliothèque. Il arrange une vente fictive de ses livres à l'ambassadeur d'Angleterre, sans doute William Trumbull, qui fait sortir la bibliothèque de France.
Élie Bouhéreau et sa famille parviennent en Angleterre en janvier 1686,. Bouhéreau trouve un emploi de précepteur des enfants de la duchesse de Monmouth, puis il est secrétaire de Thomas Cox, émissaire de Guillaume III auprès des cantons suisses, d'août 1689 à septembre 1692. De 1693 à 1697, il est secrétaire d’Henri de Massué, marquis de Ruvigny, ambassadeur de Guillaume III auprès de Victor-Amédée II de Savoie dans le Piémont. Il tient un journal très détaillé durant les deux missions diplomatiques auxquelles il participe en Suisse et en Italie. Il indique ainsi que la nouvelle de la victoire de la Boyne leur est donnée à leur arrivée à Berne, et que l'événement est célébré par un banquet. Durant la mission diplomatique dans les États de Savoie, il occupe des fonctions de banquier.

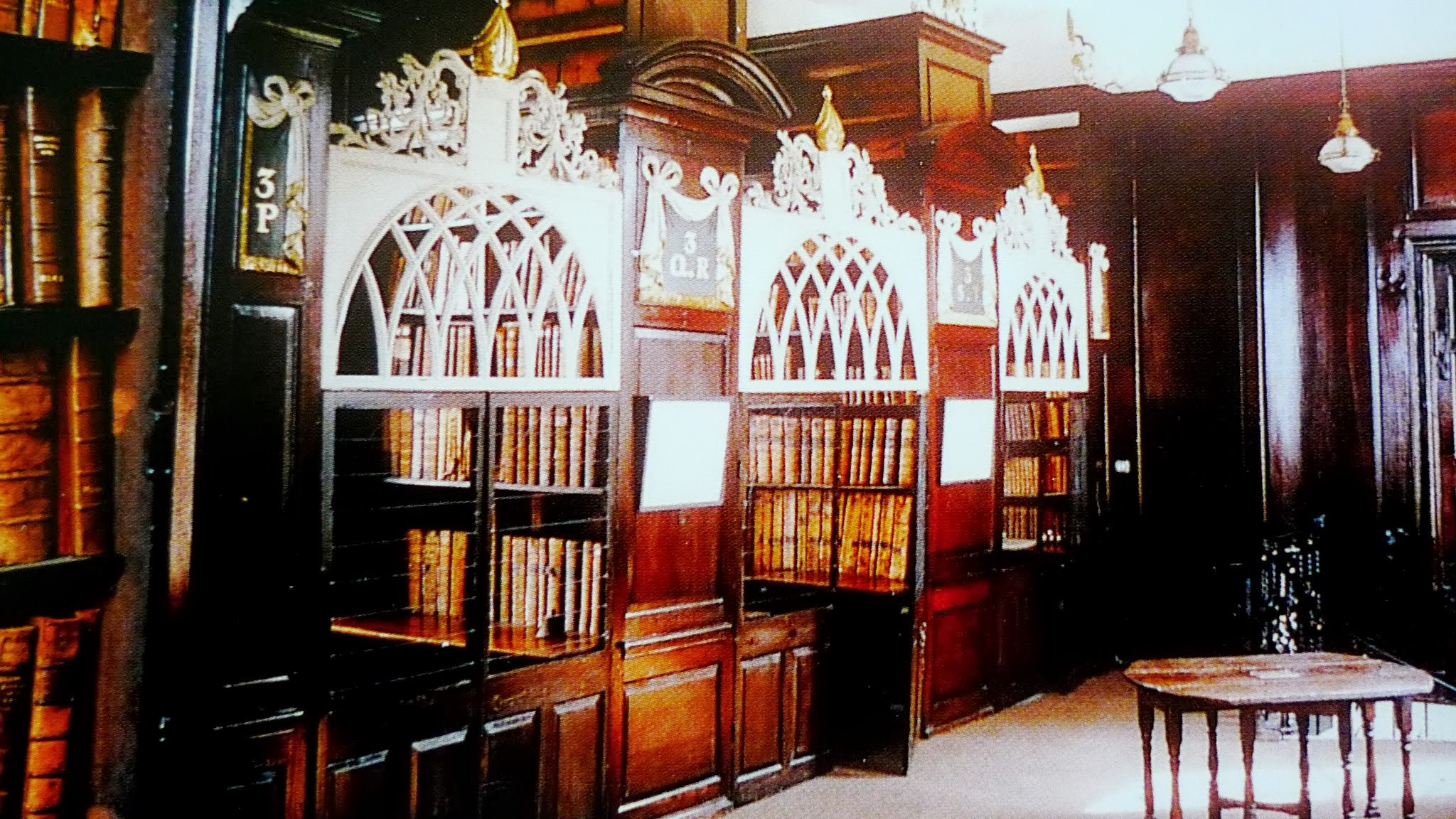
Bibliothèque Marsh à Dublin

Quand en 1697, Henri de Massué, deuxième marquis de Ruvigny est nommé lord justicier d'Irlande, Élie Bouhéreau l'accompagne comme secrétaire et s'installe avec sa famille à Dublin. Alors que Ruvigny soutient la fondation de la bibliothèque Marsh, Élie Bouhéreau en est nommé le premier bibliothécaire, par l'archevêque Narcissus Marsh, en 1701,. Il reçoit un salaire de 200 £ par an. Il est ordonné par l'évêque Edward Wetenhall, le 2 octobre 1702, à la cathédrale Saint-Patrick.

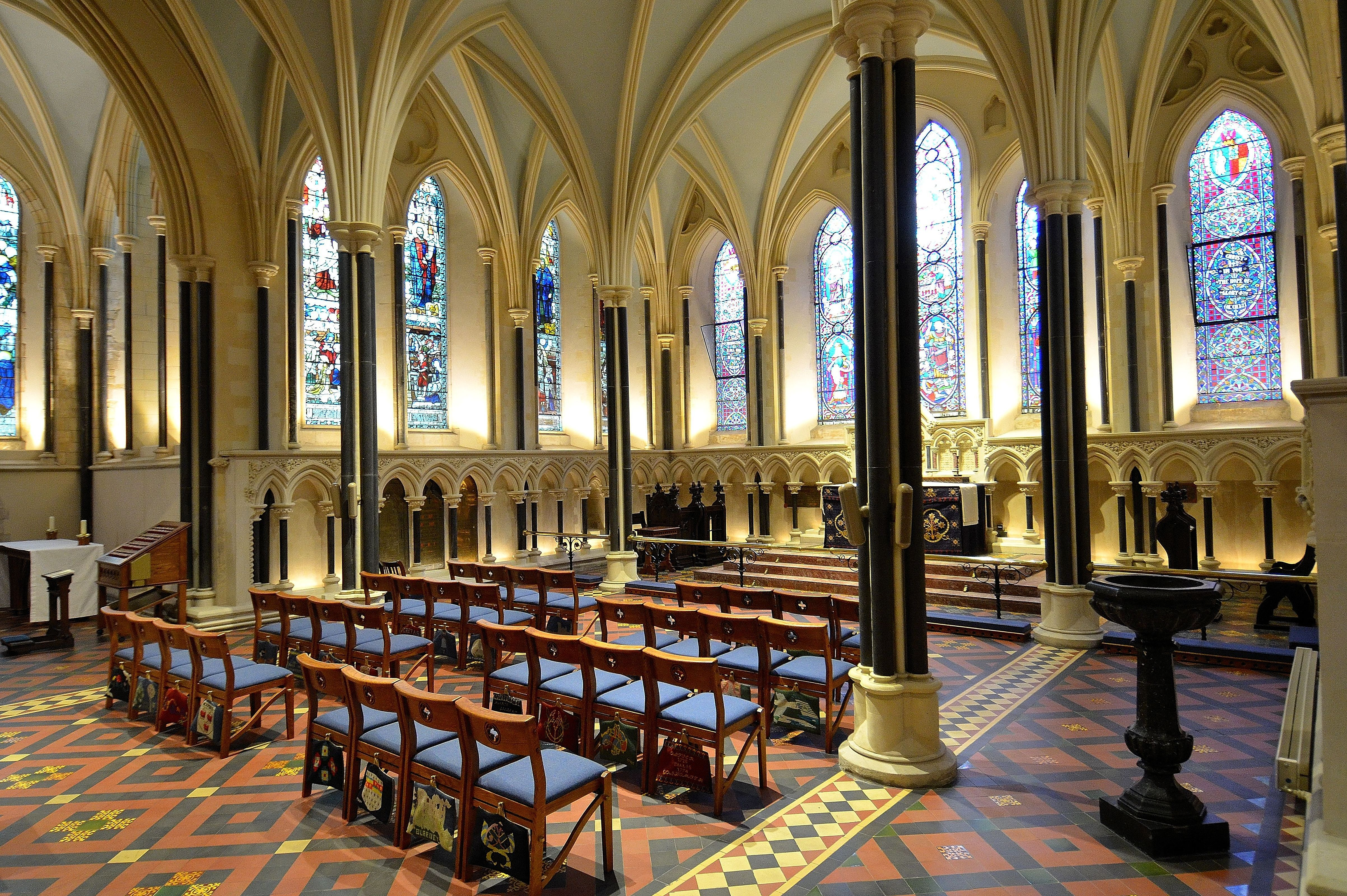
Lady Chapel, cathédrale St Patrick, lieu de culte huguenot, où sont enterréq Elie Bouhéreau et plusieurs membres de sa famille

La famille Bouhéreau loge à plusieurs adresses dans Dublin, jusqu'en 1703 où elle reçoit un logement de fonction à la bibliothèque Marsh. À ses fonctions de bibliothécaire, Bouhéreau ajoute celle de precentor de la cathédrale Saint-Patrick. L'archevêque Marsh est à l'origine de la décision de réunir ces deux fonctions, se heurtant en cela à la vive opposition de plusieurs membres du clergé de la cathédrale, notamment à celle de Jonathan Swift, qui craignent que les laïcs membres du conseil de la bibliothèque puissent, si la résolution est acceptée, intervenir dans les affaires de la cathédrale. Narcissus Marsh parvient à faire accepter sa décision, en 1704 et Bouhéreau est nommé precentor en mars 1709. 
Élie Bouhéreau est un érudit et publie une traduction française du Contre Celse.
Il meurt en mai 1719, et est enterré dans la Lady Chapel de la cathédrale Saint-Patrick de Dublin, où est installée une Église huguenote francophone de 1666 à 1816. Une plaque en sa mémoire est apposée en 1985, à l'occasion des 300 ans de la révocation de l'Édit de Nantes,.

### Correspondance
La bibliothèque Marsh a détenu environ 1 250 lettres, adressées à Élie Bouhéreau par près de 150 correspondants, entre 1661 et 1689. Il s'agit de 13 paquets de lettres, dispersées pendant un certain temps. Trois paquets réapparaissent en 1903 et reviennent à la bibliothèque, six autres paquets sont retrouvés et restitués à la bibliothèque en 1906, quatre paquets restant manquants. Les correspondants de Bouhéreau sont protestants, membres de sa famille paternelle et maternelle, des érudits, pasteurs, professeurs, avocats. Enfin la collection contient également des lettres d'affaires, de banquiers, libraires ou marchands.

### Journal intime
Le journal d'Élie Bouhéreau conservé à la bibliothèque Marsh concerne une période qui va du 22 août 1689 au 19 mars 1719. Il n'évoque pas les circonstances de la fuite de sa famille hors de France, mais il semble en avoir rédigé par ailleurs le récit, auquel il fait allusion dans son testament. Le journal comporte trois parties : une chronologie historique, qui va de 2001 av. J.-C. à 1672, une partie qui commence au moment de la révocation de l'édit de Nantes, et la troisième partie, tenue de 1704 à 1719.
La deuxième partie relate son arrivée en Angleterre « après la révocation de l'édit de Nantes », ses fonctions de précepteur des enfants de la duchesse de Monmouth. Il retrace quelques éléments de ses premières années en Irlande, alors qu'il est secrétaire de Lord Galway, principalement des faits de la vie quotidienne, tels que les mariages et enterrements.
La troisième partie est un livre de raison, dans lequel Élie Bouhéreau consigne ses recettes et dépenses. Ainsi, il indique la somme qu'il verse aux Églises françaises en Irlande et pour des œuvres charitables, ses dépenses domestiques, avec le prix d'une perruque, de chaussures, de charbon, d'une coupe de cheveux. Il indique également combien lui ont coûté deux portraits de lui, réalisés en 1704 et le prix d'un cadre, en 1715. Il paye une taxe douanière sur deux fûts d'eau-de-vie qu'il se fait envoyer de La Rochelle. Bouhéreau ne fait aucun commentaire sur les événements politiques et religieux en Irlande.
Le journal comprend trois phases rédactionnelles : durant les années 1689-1692, il rédige 543 entrées. Durant la période qui s'étend de 1694 à 1696, il écrit 318 entrées. Enfin durant la troisième phase, qui couvre 33 ans, il rédige 301 entrées, soit une moyenne de 13 entrées annuelles, avec un pic en 1697 (43 entrées) et en 1708 (23 entrées), et seulement deux entrées l'année de sa mort, dont une qui indique la date de Pâques.
La première phase de contribution active à son journal correspond aux deux voyages de Bouhéreau, sur le continent européen, l'un auprès de Thomas Cox, envoyé du roi Guillaume III dans les cantons suisses, le second où il accompagne le marquis de Ruvigny dans le Piémont. La troisième phase, la plus longue, correspond à l'installation de Bouhéreau en Irlande, d'abord comme secrétaire du marquis de Ruvigny, puis comme bibliothécaire à Dublin.
Le journal adopte plusieurs formes littéraires. La perspective du voyage sur le continent est à l'origine du journal, qui commence en août 1689, lorsque Bouhéreau quitte ses fonctions de précepteur des enfants de la duchesse de Monmouth. La première entrée indique sa prise de fonction comme secrétaire de Thomas Cox et les préparatifs du voyage prévu, il annonce vouloir « suivre le fil de [ses] aventures ». Bouhéreau indique les noms des dignitaires rencontrés, les réunions et les courriers. Dans le Piémont, il comptabilise le nombre de morts et de blessés durant les affrontements entre les armées française et britannique. Il s'écarte parfois de cette chronique, pour donner quelques indications d'ordre médical, d'intérêt régional, ou autre. 
Une baisse du nombre d'entrées correspond à son retour à Londres, en 1693. 
La bibliothèque Marsh fait l'acquisition du journal d'Élie Bouhéreau en 1915, auprès d'un libraire de Tunbridge Wells, en Angleterre.

### Le fonds Bouhéreau à la bibliothèque Marsh
Élie Bouhéreau fait sortir de France sa bibliothèque qui compte plus de 2 000 livres par la valise diplomatique de William Trumbull, ambassadeur d'Angleterre en France. La collection d'ouvrages de Bouhéreau contient des ouvrages traitant de l'histoire des huguenots français, y compris le journal de Joseph Guillaudeau.

### Les archives de l'église réformée de La Rochelle
Bouhéreau a inséré dans sa bibliothèque les archives de l'Église réformée de La Rochelle, les préservant ainsi de la destruction. Il stipule dans une note manuscrite qu'elles devront être restituées à l'Église de La Rochelle lorsqu'elle sera en mesure de les réclamer. Les archives sont ainsi restituées au consistoire de La Rochelle en 1862 et sont actuellement conservées aux archives municipales rochelaises.

## Vie personnelle
Élie Bouhéreau épouse une cousine, Marguerite Massiot. Ils ont dix enfants, dont huit ont survécu. Lors de leur départ de France, les Bouhéreau ont dû laisser derrière eux Madelon, la plus jeune de leurs enfants, encore un bébé. Madelon est enfermée dans un couvent, où elle meurt le 18 mai 1690. Le nom des enfants est indiqué sur leur titre de naturalisation du 15 avril 1687 : « Elias, Richard, Amator, John, Margaret, Claudius et Magdalen ». Son fils aîné, Élie, est étudiant à l'Académie de Saumur en avril 1684, un an avant la fermeture définitive de l'académie. Il accompagne son père lors de son second voyage sur le continent, avec la fonction de sous-secrétaire. Élie meurt le 16 janvier 1696, sans doute d'une pleurésie ou d'une pneumonie, durant son trajet du retour, et est enterré à l'église française de Wesel. Sa mère, Blandine Richard, meurt à Dublin le 18 avril 1700. Son fils John est ordonné pasteur. Il fait un doctorat en théologie et est le premier bibliothécaire-adjoint de la bibliothèque Marsh. Blandine épouse Jean Dourdan, huguenot devenu pasteur de l'Église d'Irlande à Dunshaughlin, Margaret épouse un pasteur protestant, Louis Quartier. Son épouse Marguerite Massiot meurt, après 36 ans de mariage, le 22 mai 1704. Élie Bouhéreau consigne l'événement dans son journal.